# Бломіно-Ґумовське
Бломіно-Ґумовське (пол. Błomino Gumowskie) — село в Польщі, у гміні Дзежонжня Плонського повіту Мазовецького воєводства.
Населення — 176 осіб (2011).
У 1975-1998 роках село належало до Цехановського воєводства.

## Демографія
Демографічна структура станом на 31 березня 2011 року:
|          | Загалом | Допрацездатний вік | Працездатний вік | Постпрацездатний вік |
| -------- | ------- | ------------------ | ---------------- | -------------------- |
| Чоловіки | 91      | 28                 | 56               | 7                    |
| Жінки    | 85      | 22                 | 45               | 18                   |
| Разом    | 176     | 50                 | 101              | 25                   |